# George Nissen
George P. Nissen (Blairstown, 1 de fevereiro de 1914 — San Diego, 7 de abril de 2010) foi um ex-ginasta estadunidense e criador da ginástica de trampolim moderna, em 1936. 
Nissen tornou-se ginasta na época do ginásio e conquistou três campeonatos da National Collegiate Athletic Association, também conhecida como NCAA nos Estados Unidos. Formado pela Universidade de Iowa, observou artistas circenses e importou a ideia de suas redes de segurança usadas para realização de truques adicionais, para a ginástica. Em 1934, aperfeiçoou o método com um protótipo de molas de ferro em uma cama de tela e borracha e o utilizou em um acampamento de verão. Após, com alguns amigos, percorreu o país e o México demonstrando a nova ginástica. Em 1941, criou a companhia de ginástica de trampolim ao lado de Larry Grisworld. Durante a Segunda Guerra Mundial, esta modalidade serviu para treinar os pilotos e com isso conquistou visão para sua criação, que foi pessoalmente, promover na Europa.
Em 1971, ao lado do amigo Grisworld, fundou a Associação Norte-Americana de Tumbling e Trampolim. No ano 2000, a modalidade ingressou nos Jogos Olímpicos. Em 2010, quase quarenta anos após a fundação da Associação, morreu aos 96 anos, na cidade de San Diego, Califórnia, devido a complicações de pneumonia.